# Le Pain noir (mini-série)
Pour les articles homonymes, voir Le Pain noir (homonymie).
Le Pain noir est une mini-série française, en huit épisodes de 90 minutes, créée et réalisée par Serge Moati d'après l'œuvre éponyme de Georges-Emmanuel Clancier et diffusée du 20 décembre 1974 au 3 février 1975 sur la deuxième chaîne de l'ORTF puis Antenne 2.

## Synopsis
Chronique d'une famille paysanne puis ouvrière, les Charron, confrontés aux aléas de la vie et aux événements en France de 1870 à 1936, vus par une de leurs filles, Cathie. Les Charron, famille de métayers du Limousin exploités par les propriétaires pour qui ils travaillent, parents comme enfants, sont chassés par l'exode rural d'alors et emménagent dans la misère d'une banlieue de Limoges.

## Fiche technique
- Titre : Le Pain Noir
- Réalisation : Serge Moati
- Scénario : Françoise Verny, d'après le roman éponyme de Georges-Emmanuel Clancier
- Photographie : Roger Dorieux, Denis Bertrand et Norbert Perrot
- Musique : Pierre Jansen
- Montage : Michel Nezick et Michel Herbuveaux
- Son : Jean-Pierre Atlan et Patrick Lalanne
- Décors : Georges Lévy et Claude Lenoir
- Costumes : Pierre Cadot et Jean-Pierre Mayer
- Combats et cascades réglés par : Yvan Chiffre, assisté de Jean-Pierre Renault
- Chorégraphies de Michèle Nadal : danses limousines, danses de l'exposition 1900 : Loïe Fuller (dansé par Michèle Nadal), Le bordel de Limoges, Mariage bourgeois, etc.
- Pays d'origine :  France
- Format :
- Genre :
- Durée :
- Date de sortie : 21 juillet 1982

## Distribution
- Henri Virlojeux : Jean Charron
- Sylvia Liakhoff :  Catherine Charron
- Véronique Silver : Marie Charron
- Gilles Laurent : Francet
- William Coryn : Martial
- Eric Nasjztat : Aubin
- Françoise Lefèvre : Mariette
- Didier Flamand : Le parrain
- Jean-Pierre Bagot : Robert
- Andréas Voutsinás : Le colporteur
- Paulette Frantz : Mme de la Mothe
- Roger Trapp : Gaston de la Mothe
- Julien Verdier : M. Maneuf
- Martine Pascal : Léonie
- Jean-François Delacour : M. Paul
- Paul Rieger : Duchemin
- Martine Ferrière : Mme Duchemin
- Marc Fraiseau : Le guérisseur
- Charles Caunant : Le médecin
- Yvonne Dany : une vieille dame
- Germaine Lecocq : une vieille dame
- Jeanne Sartre : une vieille dame
- Raymond Bussières : le père Baptiste
- Anne Wiazemsky : Émilienne
- Daniel Henri : Aurélien
- Pierre Maxence : Xavier
- Roland Monod : l'abbé Ladurantie
- Annette Poivre : Mme Pourpaille
- Anne Bellec : Adelaïde Parrot
- Marcel Gassouk : Thomas Parrot
- Muse Dalbray : Marceline Parrot
- Christiane Vallon : Mathilde
- Géraldine Kohser : Toinon
- Caroline Kohser : Catherine enfant
- Valérie Séguin : Clotilde, plus tard
- Elisabeth Wheeler : une paysanne
- Jacques Ruaud : le chef d'orchestre
- Martine de Breteuil : Mme Desjarrige
- Nicole Desailly : Rachel
- Catherine Gandois : Berthe
- Claude Aufaure : Paul Delgaille
- Philippe Gargaro : Pardaloux
- Vania Vinitsky : Julie
- Aline Lemercier : Toinon
- Bernadette Le Saché : Cathie
- Jacques Denis : Francet
- Denis Manuel : Aurélien Lartigues
- Paul Bisciglia : le gardien de la prison
- Jean Benguigui : le fils Degaille
- Jean-Pierre Sentier : Coutil
- Michèle Simonnet : Julie
- Marcel Cuvelier : Mouchu
- Catherine Therouenne : Toinon
- Nadine Boyer-Duval : Clotilde
- Guy Marchand : Darbois
- Jean Lescot : Lachaud
- Jean-Pierre Rambal : le bonimenteur
- Jean-Gérard Sandoz : Frédéric enfant
- Annette Lugand : la compagne de Mouchu
- Pierre Jansen: le pianiste
- Gérard Delamothe : le gendarme
- Hélène Meury: Marianne
- Jean Moulard : un ouvrier
- Catherine Arditi : Joséphine
- Jean-Paul Cisife: Volray
- Françoise Bertin : Mme Volray
- Yvon Sarray : Ponbaud
- Philippe Brigaud : le maire
- Philippe Lehembre : le préfet
- Claude Rio : un patron
- Patrick Baujin : Frédéric
- Malvina Penne : Amélie
- Anne-Marie Laury : Marianne
- Monique Ciron : une ouvrière
- Frank Stuart : l'attaché de cabinet
- Jean-Pierre Renault : l'officier de police
- Jacques Frantz : Frédéric
- Myriam Boyer : Louisette (femme de Frédéric)
- Jacques Spiesser : Émile
- Louise Dhour : Valérie Perbois
- Jean Reney: le médecin major
- Nicole Pescheux :Mme de Valois
- Dominique Degoege : Mme de Vauvrécourt
- Inoussa Ousséïni : Isaaka
- Claude Duneton : Maurice Chevret
- Pierre Arditi : Pierre Charron (c'est-à-dire l'auteur du roman, Georges-Emmanuel Clancier)
- Jean-Louis Bauer
- Louise Chevalier
- Patrick Daoudi
- Louise Dhour
- Jean-Claude de Goros
- Louis Jojot
- Daniel Léger
- Patrick Raynal  : Henri (un résistant)
- Jean Reney
- Frédéric Senk
- Pascal Ratinaud : figurant

## Épisodes
1. 1re époque : Le Temps des métairies
2. 2e époque : La Maison des prés
3. 3e époque : Adieu à l'enfance
4. 4e époque : Le Père Fraternité
5. 5e époque : Les Drapeaux de la ville
6. 6e époque : Le Tramway de la révolution (en 2 parties)
7. 7e époque : La Patrie du cœur (en 2 parties)
8. 8e époque : La Dernière Saison